# Papada

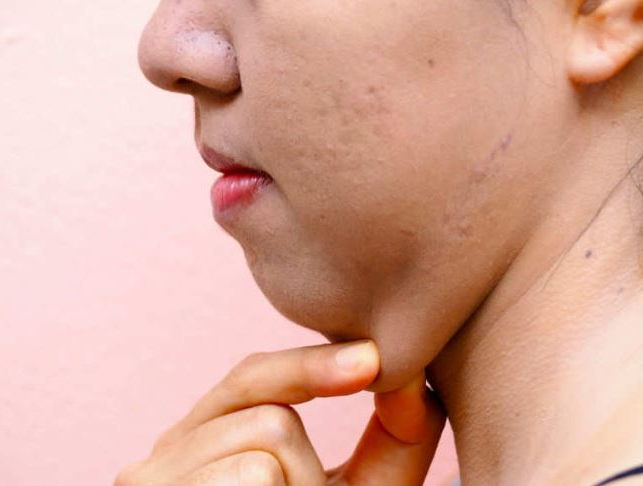
Papada

En el ser humano, la papada es el resultado de una capa de grasa subcutánea que se forma tras la barbilla o mentón, originando uno o más pliegues más o menos perceptibles que dependerán, entre otros factores, del grado de flexión de la cabeza con respecto al cuello que se tenga. Es más común en las personas ancianas u obesas.
Si bien no tiene necesariamente efectos directos o per se en la salud, la papada se puede reducir en las personas obesas y con sobrepeso a través del ejercicio y la ingestión de alimentos saludables en la cantidad correcta para quemar el exceso de grasa.
En animales no humanos, papada o papo también puede ser el pliegue cutáneo que sobresale en el borde inferior del cuello de ciertas especies, y se extiende hasta el pecho.

## Papadoplastia
Un cirujano plástico puede quitar la almohadilla de grasa bajo la barbilla y acortar los músculos debajo de la mandíbula para eliminar la papada. Este procedimiento, comúnmente llamado papadoplastia, implica una pequeña incisión horizontal debajo de la barbilla doble para eliminar la grasa bajo la piel. Después, una incisión vertical entre las capas del cuello y músculo de la mandíbula. Los bordes se cosen juntos para acortar, y por lo tanto apretar, la capa muscular. Al igual que con cualquier cirugía, pueden surgir complicaciones.